# Zapovednik Bottsjinski
Zapovednik Bottsjinski (Russisch: Ботчинский государственный природный заповедник) is een strikt natuurreservaat gelegen in het zuiden van de kraj Chabarovsk in het Russische Verre Oosten. De oprichting tot zapovednik vond plaats op 25 mei 1994 per decreet (№ 528/1994) van de regering van de Russische Federatie. Het reservaat heeft een oppervlakte van 2.673,8 km². Ook werd er een bufferzone van 810 km² ingesteld.

## Kenmerken
Zapovednik Bottsjinski is gelegen in het noordoosten van het Sichote-Alingebergte in het stroomgebied van de rivier Bottsji, circa 120 kilometer ten zuiden van de stad Sovjetskaja Gavan. Sommige delen van het reservaat liggen op slechts 10 kilometer afstand van de Tatarensont — een zeestraat die de Zee van Ochotsk scheidt van de Japanse Zee. In het reservaat bevindt zich de meest noordelijke populatie Siberische tijgers (Panthera tigris altaica), met vier tot zes permanent in het beschermde gebied verblijvende individuen. Daarnaast gelden de rivieren in het reservaat als belangrijke paaigronden van meerdere zalmachtigen, waaronder de roze zalm (Oncorhynchus gorbuscha), chumzalm (Oncorhynchus keta) en taimen (Hucho taimen).

## Dierenwereld
Het reservaat is grotendeels bebost en biedt leefruimte aan een breed scala van hoefdieren. De eland (Alces alces) is binnen deze groep de meest algemene vertegenwoordiger. Andere hoefdieren zijn het wild zwijn (Sus scrofa), oessoerihert (Cervus canadensis xanthopygus), Siberisch muskushert (Moschus moschiferus) en rendier (Rangifer tarandus phylarchus). In de lager gelegen gebieden leeft ook het Siberisch ree (Capreolus pygargus). Onder de roofdieren is de bruine beer (Ursus arctos) het meest algemeen. Zeldzaam zijn de kraagbeer (Ursus thibetanus), veelvraat (Gulo gulo), Maleise bonte marter (Martes flavigula) en wolf (Canis lupus). Enkele kleine roofdieren die vaker te zien zijn, zijn de sabelmarter (Martes zibellina), hermelijn (Mustela erminea) en Siberische wezel (Mustela sibirica).
Opvallende bosvogels in het gebied zijn onder meer de rotsauerhoen (Tetrao urogalloides), hazelhoen (Tetrastes bonasia), oeraluil (Strix uralensis), laplanduil (Strix nebulosa), kleine sprinkhaanzanger (Locustella lanceolata), grote krekelzanger (Locustella fasciolata), Siberische sprinkhaanzanger (Locustella certhiola), maskergors (Emberiza spodocephala) en wilgengors (Emberiza aureola). Langs rivieren zijn ook vogels als mandarijneend (Aix galericulata), harlekijneend (Histrionicus histrionicus), grote zaagbek (Mergus merganser) en soms de zeldzame Chinese zaagbek (Mergus squamatus) te zien. Daarnaast leven er ook zeldzame en bedreigde soorten als Stellers zeearend (Haliaeetus pelagicus), Blakistons visuil (Bubo blakistoni) en spitsvleugelhoen (Falcipennis falcipennis).